# Гай Цильний Прокул (консул-суффект 87 года)
Гай Цильний Прокул (лат. Gaius Cilnius Proculus) — римский политический деятель второй половины I века.
По всей видимости, Прокул происходил из италийского города Арреций. О его карьере известно только лишь то, что в 87 году он занимал должность консула-суффекта вместе с Луцием Нерацием Приском. О дальнейшей его биографии нет никаких сведений. Сыном Гая был консул-суффект 100 года Гай Цильний Прокул.